# Łajsce
Łajsce is een plaats in het Poolse district  Jasielski, woiwodschap Subkarpaten. De plaats maakt deel uit van de gemeente Tarnowiec en telt 195 inwoners.